# La Sexorcisto: Devil Music, Vol. 1
La Sexorcisto: Devil Music, Vol. 1 è il terzo album in studio del gruppo musicale statunitense White Zombie, pubblicato il 17 marzo 1992 dalla Geffen Records.
Questo disco rappresenta un'ulteriore evoluzione per la band, che abbraccia sonorità groove metal e alternative metal, dando loro le prime soddisfazioni commerciali. Sono stati estratti due singoli, Thunder Kiss '65 e Black Sunshine, trasmessi in "heavy rotation" sulle radio rock e su MTV. L'album è stato premiato con 2 dischi di platino negli Stati Uniti.

## Tracce
Testi di Rob Zombie, musiche di Rob Zombie, Jay Yuenger, Sean Yseult, Ivan de Prume.
1. Welcome to Planet Motherfucker / Psychoholic Slag – 6:21
2. Knuckle Duster (Radio 1-A) – 0:21
3. Thunder Kiss '65 – 3:53
4. Black Sunshine – 4:49
5. Soul-Crusher – 5:07
6. Cosmic Monsters Inc. – 5:13
7. Spiderbaby (Yeah-Yeah-Yeah) – 5:01
8. I Am Legend – 5:08
9. Knuckle Duster (Radio 2-B) – 0:25
10. Thrust! – 5:04
11. One Big Crunch – 0:21
12. Grindhouse (a Go-Go) – 4:05
13. Starface – 5:02
14. Warp Asylum – 6:44

## Formazione
Gruppo
- Rob Zombie - voce, illustrazioni, direzione artistica
- Sean Yseult - basso, direzione artistica, design
- J. - chitarra
- Ivan de Prume - batteria

Altri musicisti
- Iggy Pop - spoken word (traccia 4)